# قباد کامران
قباد کامران که به نام قباد نیز شناخته می‌شود، شخصیتی در حمزه‌نامه است. او پادشاه ایران و موضوع چندین فصل اول این حماسه است. او را دلیر، خیرخواه و عادل توصیف کردند، به طوری که در قلمرو او هیچ نابرابری یافت نمی‌شد و دربار او «مظهر یادگیری، خرد و تدبیر» بود.
قباد دارای ۴۰ وزیر در دربارش بود که حمزه در میان آن‌ها وزیر اعظم به‌شمار می‌رفت. وی همچنین ۷۰۰ دانشمند و ۷۰۰ ستاره‌شناس در دربار خود داشت که از حکمت و شرایط آینده را برای او می‌گفتند.